# تپه جنوبی دولت‌آباد
تپه جنوبی دولت‌آباد مربوط به متاخر سده‌های میانه و متاخر دوران‌های تاریخی پس از اسلام است و در شهرستان همدان، بخش شراء، دهستان شور دشت، روستای دولت‌آباد واقع شده و این اثر در تاریخ ۱۸ اسفند ۱۳۸۷ با شمارهٔ ثبت ۲۵۱۸۰ به‌عنوان یکی از آثار ملی ایران به ثبت رسیده است.